# Gracilentulus meridianus
Gracilentulus meridianus är en urinsektsart som först beskrevs av Bruno Condé 1945.  Gracilentulus meridianus ingår i släktet Gracilentulus och familjen lönntrevfotingar. Inga underarter finns listade i Catalogue of Life.